# Ramal C del Ferrocarril Belgrano
El Ramal C es el ramal principal del Ferrocarril General Belgrano, Argentina.

## Características
Es un ramal de la red de trocha métrica del Ferrocarril General Belgrano, cuya extensión es de 1.425 km entre las cabeceras Santa Fe y La Quiaca.
Se halla en las provincias de Santa Fe, Santiago del Estero, Tucumán, Salta y Jujuy.

## Servicios
Presta servicio de cargas entre las estaciones Santa Fe y Bandera (Santa Fe) y entre las estaciones Las Cejas y General Savio (Santiago del Estero, Tucumán, Salta y Jujuy), a cargo de la empresa estatal Trenes Argentinos Cargas.
Durante 2021, se espera la restitución (después de tres décadas) del servicio metropolitano Santa Fe - Laguna Paiva.
El sector entre Bandera y Las Cejas se encuentra abandonado, sin operaciones, bajo tutela de Trenes Argentinos Infraestructura.
Las vías al norte de San Salvador de Jujuy, hasta La Quiaca, se encuentran parcialmente abandonadas, éstas están bajo la protección del estado provincial jujeño. En 2024 fue inaugurado un tren turístico entre las estaciones Volcán y Tilcara, el Tren Solar de la Quebrada, operado por el Gobierno de la Provincia de Jujuy.

## Imágenes

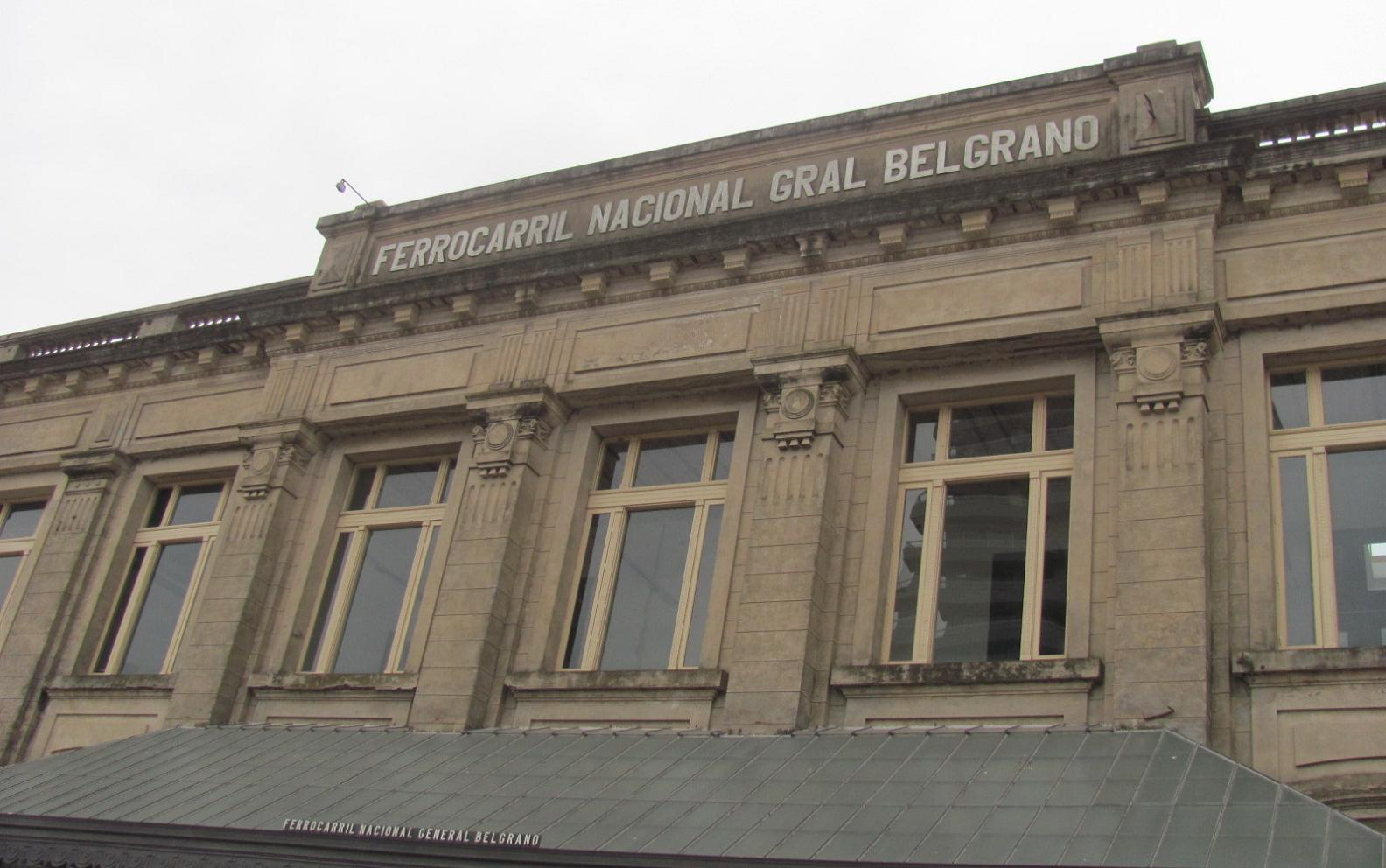
Estación Santa Fe
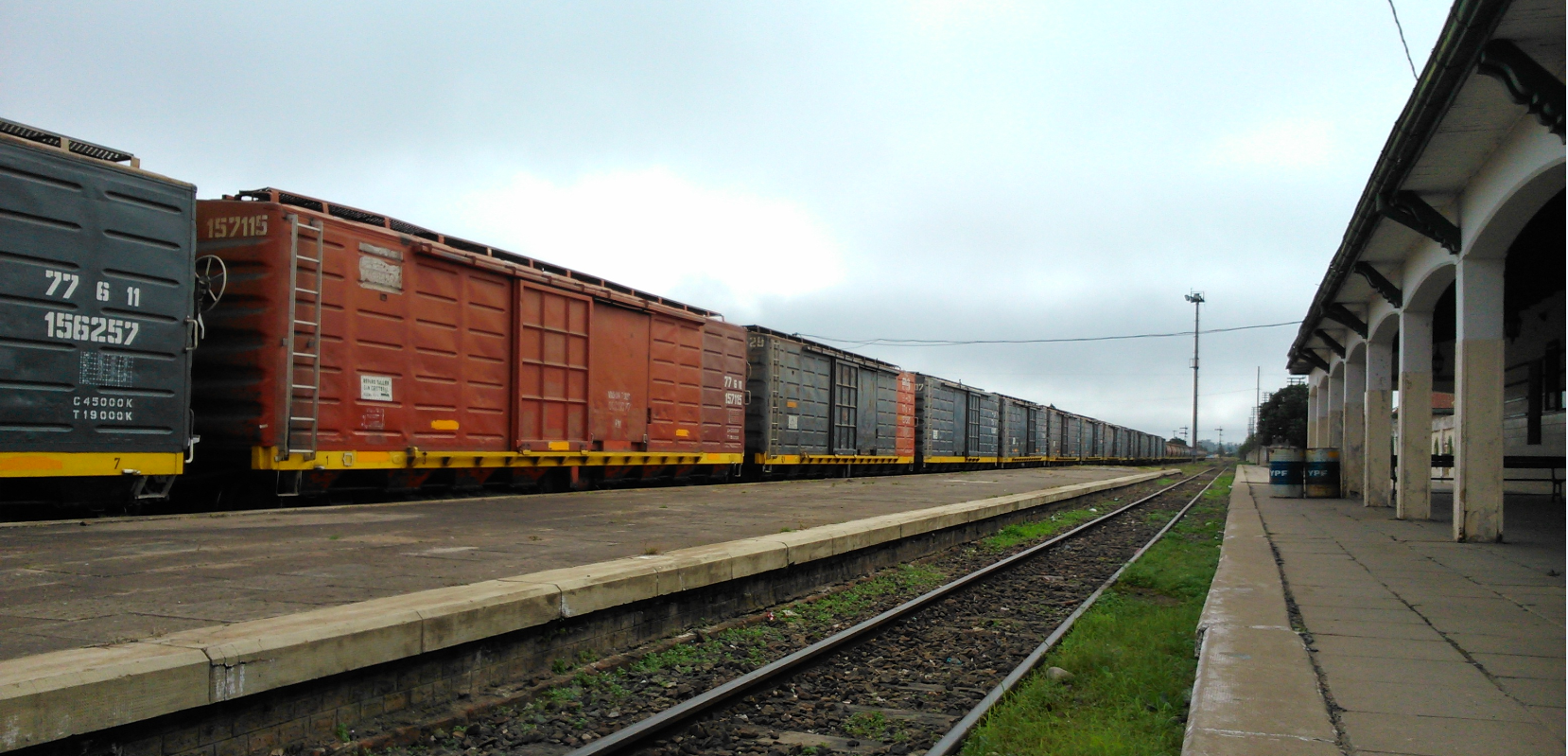
Estación San Cristóbal
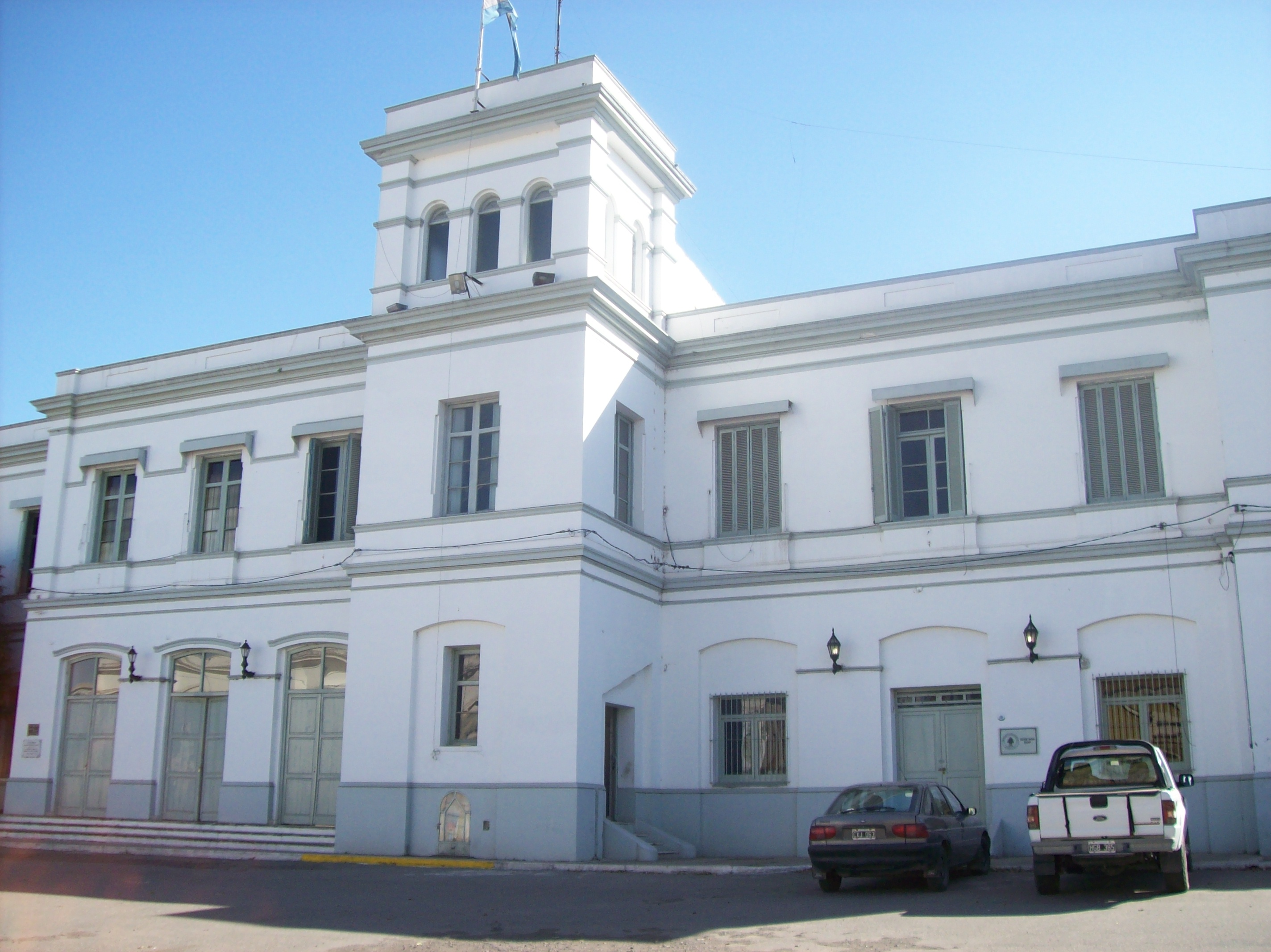
Estación Tucumán
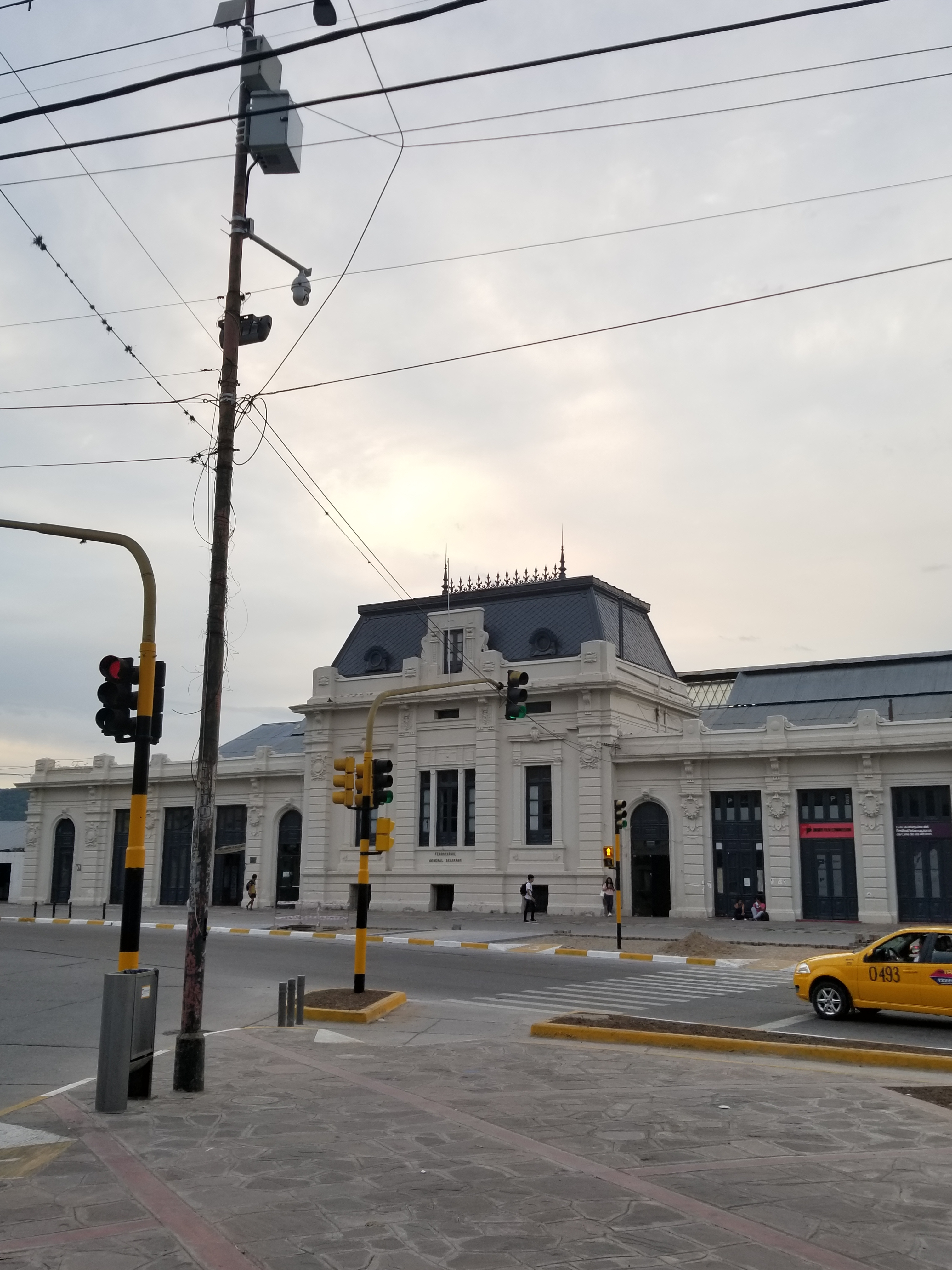
Estación Jujuy
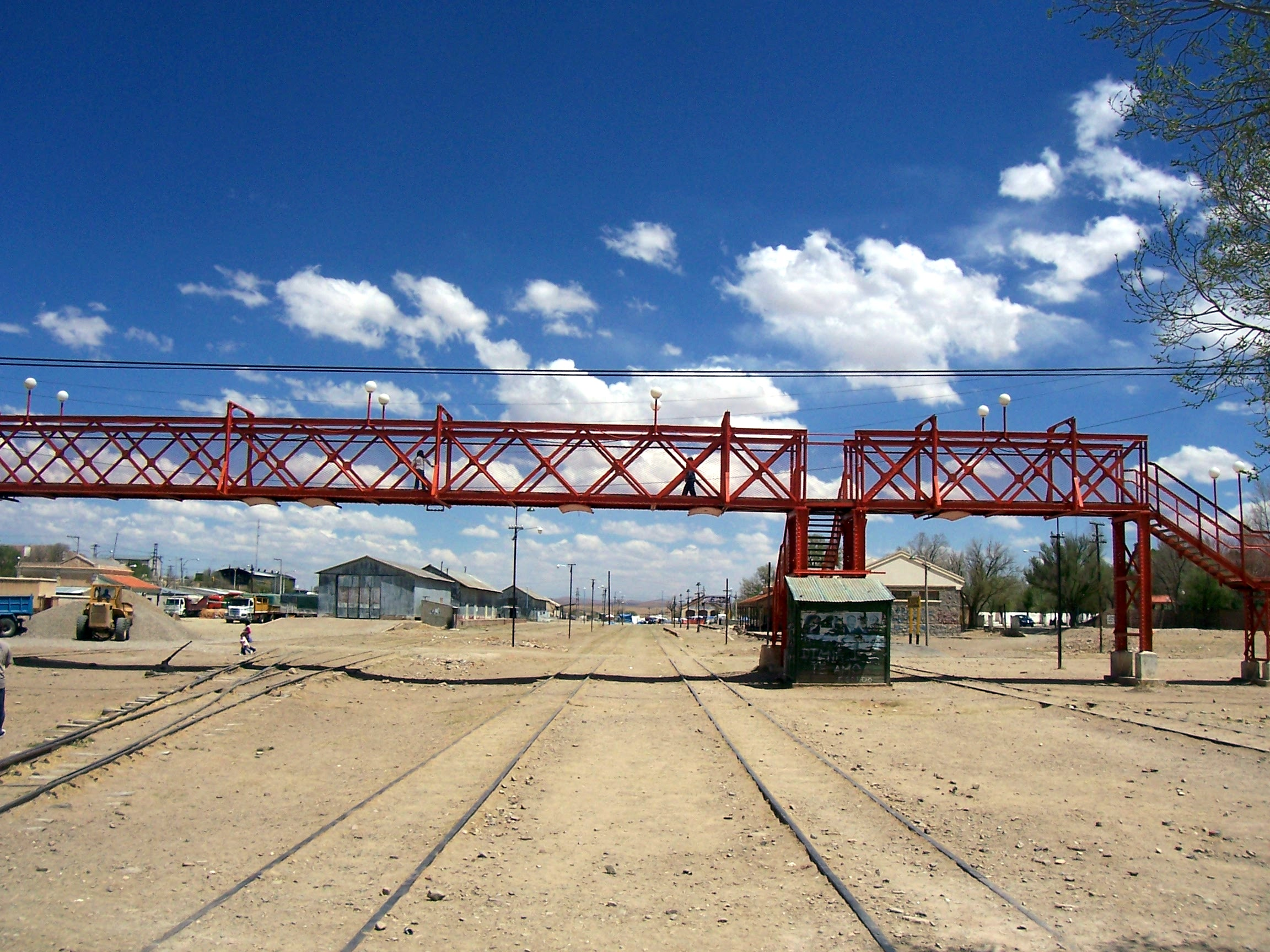
Puente de estación La Quiaca